# Amanitas
Amanitas es una banda chilena de dream pop y rock alternativo. Está formada por cinco artistas mujeres: Jose (Josefa Hidalgo) guitarra y coros; Lou (Lorena Guerra) tornamesa y coros; Natti (Natalia Pérez) voz principal y batería; Manul (Manuela Reyes) bajo, y Pau (Paula Rojas) teclados y sintetizadores.

## Biografía

### 2013-2014: Inicios de la banda
La conformación actual de Amanitas nace en Santiago de Chile el año 2014, entre improvisaciones y complicidad. Previo a eso, la banda, en ese entonces con Lou de vocalista y sin Paula en teclados, compone un disco llamado "Sale el mundo a gritar", cuya canción homónima les brinda un premio Altazor a "mejor canción urbana".
Amanitas considera ese periodo previo a la llegada de Paula y Natti (como vocalista además de baterista), como un tiempo de autoconocimiento y exploración. Hoy no tocan las canciones de ese disco.
Durante el año 2014, las cinco integrantes que hoy conforman la banda se dedican a la experimentación y viven una búsqueda sonora intensa, donde la improvisación musical y lírica son las protagonistas en la creación de nuevas canciones. 
Es así como a finales de ese año componen y lanzan “Aventurar”; una canción como oda al  amor transgresor y diverso. Un punto final (hasta el momento) de la búsqueda que trajo consigo la identidad de su sonido.

### 2014-2016: Anónima
A “Aventurar” le siguen cuatro canciones más, las que conformarían el EP Anónima. Es financiado mediante un micromecenazgo y consta 5 canciones, de las cuales destacan los sencillos son: "Aventurar", "Aguadaba" y "Masacre".
"Anónima" fue publicado en mayo del año 2016 en la sala Master, el mismo mes telonean a Mon Laferte en su presentación en el Teatro Cariola.
En julio de ese año la banda se va de gira a China. Tocan en las ciudades Beijing, Shenzhen, Guangzhou y Guiyang; participando en  actividades del "China-Latin America Caribbean 2016 Year of Cultural Exchange" y en el "Guiyang Music Festival".
Las canciones interpretadas en su paso por China serían, en su gran mayoría, canciones sin grabar y muy nuevas para la fecha; adelantos de su próximo álbum llamado Amor Celeste Imperial. La creación de muchas de estas tuvo que ver, sin duda, con la necesidad de llevar un show más largo al gigante asiático.

### 2016-2018: Amor celeste imperial
En diciembre de 2016, lanzan el sencillo llamado Me desvelo, que es el primero de su próximo álbum llamado Amor celeste imperial. El video musical es dirigido por Alexis Matus y protagonizado Andrea Fuentes.
En abril de 2017 participan en el festival Surfbeats en Pichilemu, realiza una gira por México entre mayo y junio llamada Me desvelo tour, tocando en FIMPRO, Indie Rocks, Fiesta de la Música y  Rock por la vida, interpretando sus canciones en Guadalajara, Ciudad de México y Pachuca.
El 20 y 24 de junio participan teloneando el show de Mon Laferte en su gira Amárrame Tour en su paso por Chile en el Teatro Caupolicán de Santiago y Casino Enjoy en Viña del Mar respectivamente.
El 5 de julio publican el segundo sencillo llamado Tu sonido. El video musical fue publicado en el canal oficial de la banda en YouTube el día 9 de julio, bajo la dirección de Gabriela Toro y protagonizado por la vocalista Natti Pérez y Nicolás Sandoval.
Entre el 11 y el 14 octubre realizan una gira por España llamada #GIRACELESTE, que las llevó interpretar su música a Madrid, Toledo y Sevilla.
El 22 de noviembre lanzan el tercer sencillo llamado Cuéntame, por medio un video musical de su cuenta oficial de Youtube y el 29 de noviembre fue lanzado en las plataformas de streaming y descarga musical.
Su segundo álbum  Amor celeste imperial, que fue publicado el 7 de diciembre en las plataformas digitales, y está compuesto por 9 canciones que consolidan más el sonido de la banda.
Durante el 2018 entre abril y junio realizan su primera gira nacional, que les llevó a realizar 12 conciertos en 11 lugares de Chile, trabajan en la versión deluxe de su álbum Amor celeste imperial el que debería estar publicado a fines de año y fueron invitadas a la sexta versión del festival La Cumbre (antiguamente llamada Cumbre del Rock Chileno) que iba a realizarse en enero de 2019, pero este se aplazó para mayo y  la banda tuvo que cancelar su participación debido a que Natalia migró a México para ser parte de la banda  de Mon Laferte. Fue parte del festival Lollapalooza en su edición chilena, realizada en marzo del mismo año. La banda durante el año 2019 se migrará a México.

## Estilo
Su música es definida por la banda como una mezcla moderna de rock alternativo, trip-hop, sadcore, dreampop y pop.
Las letras de sus canciones representan el mundo urbano y el mundo surrealista, que se caracteriza por la invención de palabras que habitan en el imaginario y que reflejan el inconsciente al momento de improvisar.
En vivo la banda se caracteriza por un sonido experimental que une el ruido y la distorsión del rock de los 70’ con melodías ensoñadoras y armonías atmosféricas, propias de un pop melancólico.

## Discografía

### Álbumes
- Sale el mundo de gritar! (2013)
- Amor celeste imperial (2017)

### EP
- Anónima (2015)

### Sencillos
- Aventurar (2014)
- Aguadaba (2015)
- Masacre (2015)
- Me desvelo (2016)
- Tu sonido (2017)
- Cuéntame (2017)
- Aveluz (2018)
- Lluvia frenesí  feat. Ana Tijoux (2018)

## Premios y nominaciones
| Año  | Premios         | Categoría            | Trabajo                 | Resultado nominación |
| ---- | --------------- | -------------------- | ----------------------- | -------------------- |
| 2014 | Premios Altazor | Mejor canción urbana | Sale el mundo a gritar! | Ganadora             |
| 2019 | Premios Pulsar  | Mejor artista Pop    | Amor celeste imperial   | Nominada             |
| 2019 | Premios Pulsar  | Artista del año      | Amor celeste imperial   | Nominada             |